# Weirich von Gemmingen (1493–1548)
Weirich von Gemmingen (* 8. November 1493; † 28. Oktober 1548 in Speyer) war Grundherr in Michelfeld und Burggraf auf der Starkenburg.

## Leben
Er entstammte der Linie Michelfeld der Herren von Gemmingen und war der Sohn des Germersheimer Vogts Orendel von Gemmingen (1464–1520) und der Katharina von Sickingen, die kurz nach seiner Geburt starb. Die zweite Ehe des Vaters blieb kinderlos, so dass Weirich als einziger Nachkomme den gesamten Besitz des Vaters in Michelfeld, Ingenheim und anderen Orten erbte. Er wird als stark, feurig und lustig beschrieben, wovon zahlreiche alte Inschriften im Schloss Michelfeld künden. In jungen Jahren war er in die Händel seines Onkels Franz von Sickingen (1481–1523) verwickelt. In den 1520er Jahren zählte er zu den früh reformatorisch gesinnten Kraichgauer Adligen und führte 1525 die Reformation in Michelfeld ein. Bereits 1538 vermachte er seinen gesamten Besitz seiner Frau Benedicta zur lebenslangen Nutzung. 1543 wurde er Burggraf auf der Starkenburg. 1544/45 hielt er den Nürnberger Gesandten Hieronymus Baumgartner für über ein Jahr im Gartenhaus des Michelfelder Schlosses in Haft.
Weirich starb 1548 in Speyer, wurde aber in der Kirche von Michelfeld begraben, wo sein Grab 1622 im Dreißigjährigen Krieg geschändet wurde. Sein Epitaph zeigt ihn als kleinen schwachen Mann in Küraß mit langem Bart.

## Familie
Er war in erster Ehe ab 1519 mit Dorothea von Handschuhsheim verheiratet, die sechs Wochen nach der Eheschließung starb. Noch im selben Jahr heiratete er Benedikta von Nippenburg (1500–1570).
Nachkommen:
- Orendel (* 1521), starb als Kind
- Sebastian (1522–1575) ⚭ Juliane von Bödigheim, erbte Ingenheim
- Katharina († 1583) ⚭ Philipp der Weise von Gemmingen zu Bonfeld
- Leonhard (1536–1583) ⚭ Esther von Bödigheim, setzte die Familienlinie fort